# Droga wojewódzka nr 878

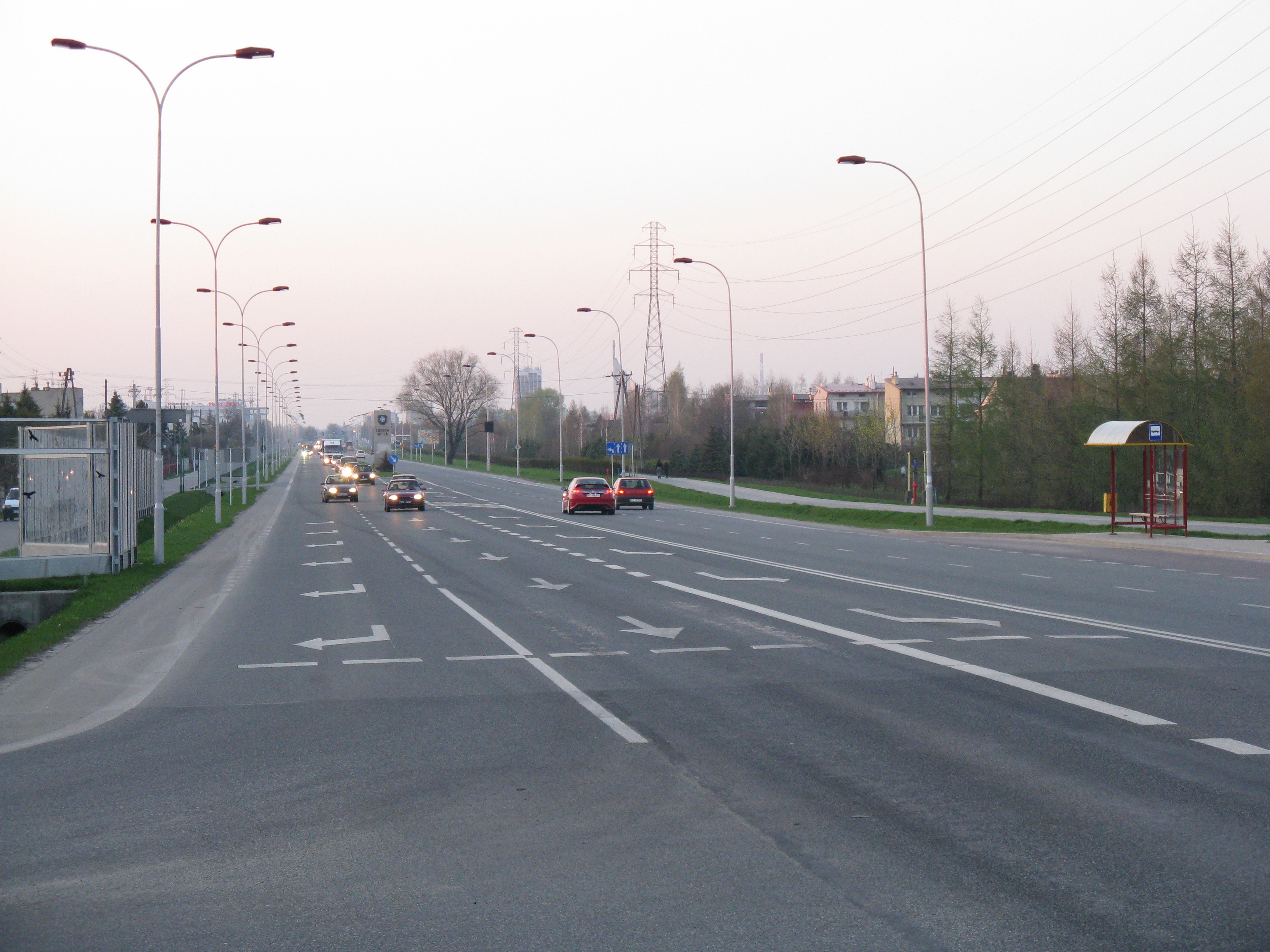
Droga DW878 w Rzeszowie (ul. Sikorskiego)

Droga wojewódzka nr 878 (DW878) – droga wojewódzka w województwach: lubelskim i podkarpackim o długości 114 km, łącząca Janów Lubelski z Dylągówką.

## Ważniejsze miejscowości leżące przy trasie DW878
- Janów Lubelski (S19, DK74)
- Łążek Ordynacki (S19)
- Zdziary (S19)
- Zarzecze (DW858)
- Nisko (S19, DK77, DW872) – obwodnica
- Jeżowe (DW861)
- Kamień
- Sokołów Małopolski (S19, DW875, DW881)
- Jasionka (DW869)
- Trzebownisko
- Rzeszów (A4, S19, DK19, DK94, DW882, DW883)
- Tyczyn
- Hyżne
- Dylągówka (DW877)